# Samuel Panzica
Samuel Michael „Sam“ Panzica II (* 7. Mai 1992 in Saline, Michigan) ist ein professioneller US-amerikanischer Pokerspieler. Er ist zweifacher Titelträger der World Poker Tour.

## Pokerkarriere
Seine erste Geldplatzierung bei einem Live-Turnier erzielte Panzica im Mai 2011 in Mount Pleasant im US-Bundesstaat Michigan. Anfang Oktober 2012 belegte er beim Main Event der European Poker Tour in Sanremo den 94. Platz und erhielt ein Preisgeld von 10.000 Euro. Nachdem er im Mai 2013 sein 21. Lebensjahr vollendet hatte, durfte er erstmals an der World Series of Poker im Rio All-Suite Hotel and Casino am Las Vegas Strip teilnehmen und erreichte bei zwei Turnieren der Variante No Limit Hold’em die Geldränge. Im April 2015 wurde Panzica beim Deepstack-Event des WPT Seminole Hard Rock Poker Showdown in Los Angeles Dritter für knapp 110.000 US-Dollar. Mitte Februar 2016 gewann er das High Roller im Rahmen der EPT in Dublin mit einer Siegprämie von rund 375.000 Euro. Ende Juli 2016 siegte Panzica bei den Florida State Poker Championships in Pompano Beach und sicherte sich damit knapp 120.000 US-Dollar Siegprämie. Mitte Oktober 2016 gewann er das Main Event der World Poker Tour in Jacksonville für mehr als 350.000 US-Dollar. Anfang März 2017 setzte er sich beim Main Event des WPT Bay 101 Shooting Star in San José gegen 805 andere Spieler durch und sicherte sich seinen zweiten WPT-Titel sowie sein bisher höchstes Preisgeld von knapp 1,4 Millionen US-Dollar. Ende Oktober 2017 saß Panzica erneut an einem WPT-Finaltisch und belegte in Jacksonville den zweiten Platz für mehr als 200.000 US-Dollar.
Insgesamt hat sich Panzica mit Poker bei Live-Turnieren über 4,5 Millionen US-Dollar erspielt.